# Danh sách chương truyện Thám tử lừng danh Conan (1-40)
Thám tử lừng danh Conan là loạt truyện được họa sĩ Aoyama Gosho vẽ và đăng trên tạp chí tuần Sunday Shonen của Shogakukan . Bộ truyện bắt đầu được đăng tải nhiều kỳ trên tạp chí từ ngày 19 tháng 1 năm 1994. Kể từ khi Thám tử lừng danh Conan ra mắt cho đến hiện tại đã hơn 1100 chương đã phát hành tại Nhật Bản, đánh dấu là một trong những loạt truyện dài nhất thế kỉ 21.
Shogakukan đã tập hợp các chương riêng lẻ xuất bản thành các tập tankōbon ở Nhật Bản. Tập đầu tiên được phát hành vào ngày 18 tháng 6 năm 1994 và bộ truyện hiện vẫn đang được tiếp tục phát hành cho đến hiện tại.
Đây là danh sách tập truyện Thám tử lừng danh Conan từ tập 1 đến tập 40 và các chương của từng tập.

## Danh sách
| 1. "Sherlock Holmes Nhật Bản" (平成のホームズ "Heisei no Hōmuzu") 2. "Thám tử bị teo nhỏ" (小さくなった名探偵 "Chiisaku Natta Meitantei") 3. "Thám tử bị cô lập" (仲間はずれの名探偵 "Nakama Hazure no Meitantei") 4. "Ống khói thứ 6" (6本目の煙突 "Ropponme no Entotsu") 5. "Hung thủ thứ 2" (もう一人の犯人 "Mō Hitori no Han'nin") 6. "Từ thám tử "gà mờ" đến thám tử "lừng danh"" (迷探偵を名探偵に "Meitantei o Meitantei ni") 7. "Thần tượng kêu cứu" (血ぬられたアイドル "Chi Nurareta Aidoru") 8. "Người giống người" (あなたに似た人 "Anata ni Nita Hito") 9. "Sự hiểu lầm đáng tiếc" (不幸な誤解 "Fukō na Gōkai") |

| 1. "Vụ theo dõi lời lãi" (割のいい尾行 "Wari no Ii Bikō") 2. "Chứng cứ ngoại phạm hoàn hảo" (完璧なアリバイ "Kanpeki na Aribai") 3. "Tấm ảnh biết nói" (写真は語る "Shashin wa Kataru") 4. "Người đàn ông mất tích" (行方不明の男 "Yukue Fumei no Otoko") 5. "Cô gái đáng thương" (かわいそうな少女 "Kawaisō na Shōjo") 6. "Theo dấu người đàn ông to cao" (大男を追え! "Ō Otoko o Oe!") 7. "Cô gái ác quỷ" (悪魔のような女 "Akuma no Yō na Onna") 8. "Ngôi nhà bị ma ám" (恐怖の館 "Kyōfu no Yakata") 9. "Đứa trẻ mất tích" (消える子供達 "Kieru Kodomo-tachi") 10. "Ác mộng dưới căn hầm ngầm" (地下室の悪夢 "Chikashitsu no Akumu") |

| 1. "Nhà Hatamoto" (籏本家の一族 "Hatamoto-ke no Ichizoku") 2. "Bí mật căn phòng kín" (密室の秘密 "Misshitsu no Himitsu") 3. "Tài sản của ai?" (遺産の行方 "Isan no Yukue") 4. "Bi kịch trong một gia đình" (一族抹殺 "Ichizoku Massatsu") 5. "Hung thủ trong bóng tối" (暗闇の仕掛人 "Kurayami no Shikakenin") 6. "Vọng tưởng" (かなわぬ夢 "Kanawanu Yume") 7. "Món quà kỳ lạ" (奇妙な贈り物 "Kimyō na Okurimono") 8. "Rất giống" (同一人物 "Dōitsujinbutsu") 9. "Bí ẩn ngày mùng 3 tháng 8" (8月3日の謎 "Hachi-gatsu Mikka no Nazo") 10. "Nguy hiểm cận kề" (眼前セーフ "Ganzen Sēfu") |

| 1. "Kỵ sĩ giáp sắt" (甲冑の騎士 "Katchū no Kishi") 2. "Di ngôn 3 chữ" (ダイイング・メッセージ "Daiingu Messēji") 3. "Chiếc bút bi hết mực" (書けないペン "Kakukenai Pen") 4. "Cuộc chạm trán bất ngờ" (はちあわせた二人組 "Hachiawaseta Futarigumi") 5. "4 hành khách ở toa màu xanh" (グリーン車の四人 "Gurīn-sha no Yonin") 6. "10 giây cuối cùng" (ラスト10秒の恐怖 "Rasuto Jū Byō no Kyōfu") 7. "Những kí hiệu kì lạ" (暗号表入手!! "Angō Hyō Nyūshu!!") 8. "Đi tìm đáp án" (暗号解読のABC "Angō Kaidoku no ABC") 9. "Hai câu trả lời" (答えもうひとつの答 "Kotae to mō Hitotsu no Kotae") 10. "Con cá phát sáng" (光る魚の正体 "Hikaru Sakana no Shōtai", lit. The Glowing Fish's True Form) |

| 1. "Người đàn ông quấn băng" (怪人...包帯の男 "Kaijin... Hōtai no Otoko") 2. "Nạn nhân đầu tiên" (第一の犠牲者! "Daiichi no Giseisha!") 3. "Ran gặp nguy" (蘭ピンチ! "Ran Pinchi!", lit. Ran's in Trouble!) 4. "Tấn công trong bóng tối" (暗闇の襲撃! "Kurayami no Shūgeki!") 5. "Bộ mặt tên sát nhân" (殺人鬼の正体! "Satsujinki no Shōtai!") 6. "Vụ án trong quán Karaoke" (カラオケ殺人! "Karaoke Satsujin!") 7. "Tự sát hay bị giết" (自殺か他殺か? "Jisatsu ka Tasatsu ka?") 8. "Bí mật đằng sau bài hát" (歌に秘められた謎 "Uta ni Himerareta Nazo") 9. "Hiểu lầm" (すれちがい... "Surechigai...") 10. "Vị khách lạ" (見知らぬ来訪者。 "Mishiranu Raihōsha.") 11. "Trốn thoát và truy tìm" (脱出そして追跡。 "Dasshutsu Soshite Tsuiseki.") |

| 1. "Sự thật sau mặt nạ" (仮面の下の真実 "Kamen no Shita no Shinjitsu") 2. "3 vị khách viếng thăm" (三人の訪問客? "San'nin no Hōmonkyaku?") 3. "Chứng cứ ngoại phạm của ba người" (三人のアリバイ "San'nin no Aribai") 4. "Câu đố trong lời nhắn điện thoại" (留守番電話の謎 "Rusuban Denwa no Nazo") 5. "Chiếc tủ biết nói" (タンスの言葉 "Tansu no Kotoba") 6. "Đội thám tử nhí! Thành lập" (結成!少年探偵団 "Kessei! Shōnen Tantei-dan") 7. "Cặp anh em kỳ lạ" (ナゾの兄弟 "Nazo no Kyōdai") 8. "Bí ẩn về xác chết biết đi" (動く死体の謎 "Ugoku Shitai no Nazo") 9. "Đêm hội" (祭りの夜 "Matsuri no Yoru") 10. "Bằng chứng ngoại phạm hoàn hảo" (アリバイは完璧!? "Aribai wa Kanpeki!?") |

| 1. "Cái bẫy trong tấm ảnh" (写真のワナ "Shashin no Wana", lit. The Photograph's Trap) 2. "Lá thư từ đảo Tsukikage" (月影島への招待状 "Tsukikage-jima e no Shōtaijō") 3. "Lời nguyền từ cây đàn Piano" (ピアノの呪い "Piano no Noroi") 4. "Bản nhạc để lại" (残された楽譜 "Nokosareta Gakufu") 5. "Bí mật vụ hỏa hoạn năm xưa" (業火の秘密 "Gōka no Himitsu") 6. "Phím đàn vương lệ" (血染めのボタン "Chizome no Botan") 7. "Bí mật của cái tên" (名前の秘密!! "Namae no Himitsu!!") 8. "Bạn gái của Shinichi" (新一の恋人!! "Shinichi no Koibito!!", lit. Shin'ichi's Girlfriend!!) 9. "Ran trở thành thám tử" (名探偵蘭!? "Meitantei Ran!?", lit. The Great Detective Ran?!) 10. "Số phận chấm hết" (命の時間切れ!? "Inochi no Taimu Rimitto!?") |

| 1. "Kẻ bắt cóc lộ diện" (ついに見つけた!! "Tsui ni Mitsuketa!!") 2. "Nam tước bóng đêm" (闇の男爵 "Naito Baron") 3. "Con virus đáng sợ" (恐怖のウイルス "Kyōfu no Uirusu") 4. "Đằng sau mặt nạ" (仮面の下 "Kamen no Shita") 5. "Nước mắt của Ran Mori" (蘭の涙 "Ran no Namida") 6. "Trò đùa của gió" (風のいたずら!? "Kaze no Itazura!?") 7. "Sự thật về điểm rơi" (落下地点の秘密 "Rakka chiten no Himitsu") 8. "Bi kịch của cô dâu" (花嫁の悲劇 "Hanayome no Higeki") 9. "Lon nước có độc" (禁断のレモンティー!? "Kindan no Remon Tī!?") 10. "Nguyên nhân gây án" (殺しの理由 "Koroshi no Riyū") |

| 1. "Trò trốn tìm nguy hiểm" (危ないかくれんぼ "Abunai Kakurenbo") 2. "Lần theo giọng nói" (声を追え!! "Koe o Oe!!") 3. "Hả! Thật sao!?" (えっ!本当!? "Ē! Hontō!?") 4. "Buổi họp mặt của ngài Mori" (小五郎の同窓会 "Kogorō no Dōsō-kai") 5. "Gợi ý bất ngờ" (意外なヒント "Igai na Hinto") 6. "Tư thế đứng của Benkei" (弁慶の仁王立ち "Benkei no Niōdachi") 7. "Kén rể" (花婿選び "Hanamuko Erabi") 8. "Cái bóng đột kích" (忍び寄る影 "Shinobi yoru Kage") 9. "Thêm một cái xác" (死体がもうひとつ... "Shitai ga mō Hitotsu...") 10. "Sát nhân không phân biệt" (無差別殺人!? "Musabetsu Satsujin!?") |

| 1. "Màn ảo thuật của nước" (水の時間差トリック "Mizu no Jikan-sa Torikku") 2. "Thám tử đến từ phía tây" (西の名探偵 "Nishi no Meitantei") 3. "Suy luận của 2 người" (二人の推理 "Daburu no Suiri") 4. "Thám tử đến từ phía đông...!?" (東の名探偵...!? "Higashi no Meitantei...!?") 5. "Thám tử lừng danh xuất hiện!?" (東の名探偵現る!? "Higashi no Meitantei Arawaru!?") 6. "Như thiêu đốt" (熱いからだ "Atsui Karada") 7. "Tội ác tày trời" (忍び寄る殺人鬼 "Shinobi Yoru Satsujinki") 8. "Hành khách trên thang máy" (もう一人の乗客 "Mō Hitotsu no Jōkyaku") 9. "Vụ án bão tuyết" (吹雪が呼んだ惨劇 "Fubuki ga Yonda Sangeki") 10. "Thông điệp cuối cùng" (最後の言葉 "Saigo no Kotoba") |

| 1. "Khăn trải bàn tố cáo" (話すテーブルクロス "Hanasu Tēburu Kurosu") 2. "Án mạng tại show truyền hình trực tiếp" (生放送中の死 "Namahōsō-chū no Shi") 3. "Con đường ngắn nhất" (幻の道 "Maboroshi no Michi") 4. "Hung thủ sa lưới" (緊急推理ショー "Kinkyū Suiri Shō") 5. "Người quan trọng" (大事な人!? "Daiji na Hito!?") 6. "Hung khí" (凶器のありか "Kyōki no Arika") 7. "Phá án" (二つの謎 "Futatsu no Nazo") 8. "Nơi tu luyện" (修行の間 "Shugyō no Ma") 9. "Hoa anh đào và khe hở trên vách" (桜と壁の穴 "Sakura to Kabe no Ana") 10. "Sức mạnh thiên nhiên" (宙に浮く力 "Chū ni Uku Chikara") |

| 1. "Kho báu của tiến sĩ" (博士の宝箱 "Hakase no Takarabako") 2. "Mặt Trời đen" (黒い太陽 "Kuroi Taiyō") 3. "Sự thật về kho báu" (宝の正体 "Takara no Shōtai") 4. "Cuộc chạm trán bất ngờ" (突然の遭遇 "Totsuzen no Sōgū") 5. "Tung tích quả bom" (爆弾の行方 "Bakudan no Yukue") 6. "Sai lầm của Conan" (コナンの誤算 "Konan no Gosan") 7. "Cuộc gặp gỡ tại Mycroft" (マイクロフトでの集い "Maikurofuto de no Tsudoi") 8. "Người đàn bà biết quá nhiều" (知りすぎていた女 "Shirisugiteita Onna") 9. "Vụ nổ bí ẩn" (ナゾの爆発 "Nazo no Bakuhatsu") 10. "Bí ẩn được khám phá" (見破られたウソ "Miyaburareta Uso") |

| 1. "Hình dáng thật" (本当の姿 "Hontō no Sugata") 2. "Nhân chứng" (目撃者は...!? "Mokugekisha wa...!?") 3. "Kẻ tình nghi" (三つ子の容疑者 "Mitsugo no Yōgisha") 4. "Quan hệ đáng buồn giữa ba anh em" (哀しき兄弟の絆 "Kanashiki Kyōdai no Kizuna") 5. "Xác chết trên trời rơi xuống" (落ちる死体 "Ochiru Shitai") 6. "Vụ tự sát đầy nghi vấn" (疑惑の自殺 "Giwaku no Jisatsu") 7. "Hoa và bướm" (花と蝶 "Hana to Chō") 8. "Kẻ đào tẩu" (逃亡者 "Tōbōsha") 9. "Bi kịch Godzilla" (怪獣ゴメラの悲劇 "Kaijū Gomera no Higeki") 10. "Cái bóng chạy thoát" (去りゆく後ろ姿 "Sari Yuku Ushiro Sugata") |

| 1. "Có ảnh rồi!!" (写真があった!! "Shashin ga Atta!!") 2. "Số điện thoại" (電話の数字 "Denwa no Sūji") 3. "Lời cảnh báo!?" (事件はこれから!? "Jiken wa Kore Kara!?") 4. "Nghi vấn trong lá rụng" (落葉の中の尋問 "Rakuyō no Naka no Jinmon") 5. "Trong lòng mẹ!?" (母さんの胸の中!? "Kaa-san no Mune no Naka!?") 6. "Nụ cười của Conan..." (コナンの笑み... "Konan no Emi...") 7. "Nụ cười của Yukiko..." (有希子の笑み... "Yukiko no Emi...") 8. "Của một người nữa..." (もう一人の... "Mō Hitori no...") 9. "Nhóm bạn kỳ lạ" (奇妙な集まり "Kimyō no Atsumari") 10. "Vị khách cuối cùng" (最後の客 "Saigo no Kyaku") |

| 1. "Không có!?" (ない!? "Nai!?") 2. "Hung khí biến mất" (消えた凶器 "Kieta Kyōki") 3. "Sự thật trong nước mắt" (涙で語る真実 "Namida de Kataru Shinjitsu") 4. "Giọng giống nhau!?" (声が似てる!? "Koe ga Niteru!?") 5. "Mục tiêu" (狙うは... "Nerau wa...") 6. "Song ca" (デュエット!? "Dyuetto!?") 7. "Liếm ngón tay!?" (指をペロッ!? "Yubi o Perō!?") 8. "Thủ thuật" (魔法を使った!? "Mahō o Tsukatta!?") 9. "Tiếng gọi của quỷ" (悪魔の呼び声 "Akuma no Yobigoe") 10. "Dải băng nhuốm máu" (血染めの包帯 "Chizome no Hōtai") |

| 1. "Sát nhân trắng" (白き殺人者 "Shiroki Satsujinsha") 2. "Chiếc điện thoại chân thực" (真実の電話 "Shinjitsu no Denwa") 3. "Sợi chỉ đỏ" (炎の絆 "Honō no Kizuna") 4. "Điều kỳ lạ trong trường" (学校の不思議 "Gakkō no Fushigi") 5. "Có ai ở đó không!?" (誰かいる!? "Dareka Iru!?") 6. "Cuộc gặp gỡ tình cờ" (邂逅 "Kaikō") 7. "Tiêu diệt" (消滅 "Shōmetsu") 8. "Hiện diện" (気配 "Kehai") 9. "Hồi kết" (終極 "Shūkyoku") 10. "Âm mưu của nghệ nhân Gốm" (陶芸家達の企み "Tōgeika-tachi no Takurami") |

| 1. "Vật chứng không chuyển động" (動かぬ証拠 "Ugokanu Shōko") 2. "Giết bằng tiếng động" (音で殺す!? "Oto de Korosu!?") 3. "3 cái bẫy" (三つの謀 "Mittsu no Hakarigoto") 4. "Hung khí chạy trốn" (逃げた凶器 "Nigeta Kyōki") 5. "Không được phép quên" (忘れちゃいない "Wasurechainai") 6. "Làm thế nào đây!?" (どうしよう!? "Dōshyō!?") 7. "Chiếc đồng hồ..." (時計が... "Tokei ga...") 8. "Quỷ hiện hình!?" (鬼が出た!? "Oni ga Deta!?") 9. L・N・R 10. "Vai diễn chết người" (役者が揃った "Yakusha ga Sorotta") |

| 1. "Giống nhau..." (同じはずなのに... "Onaji Hazu na no ni") 2. "Hai căn phòng" (二つの部屋 "Futatsu no Heya") 3. "Mối tình đầu..." (初恋の人... "Hatsukoi no Hito...") 4. "Sự thật bị thiêu đốt" (燃える真実 "Moeru Shinjitsu") 5. "Mở cửa trái tim!?" (心は開く!? "Kokoro wa Hiraku!?") 6. "Học sinh mới..." (転校生は... "Tenkōsei wa...") 7. "Người phụ nữ mặc đồ đen" (黒ずくめの女 "Kurozukume no Onna") 8. "Bí danh Sherry" (コードネーム・シェリー "Kōdo Nēmu Sherī") 9. "Kẻ nói dối nhỏ bé" (偽りの少女 "Itsuwari no Shōjo") 10. "Chiếu tướng" (チェックメイト "Chekkumeito") |

| 1. "Tại sao..." (どうして... "Dōshite....") 2. "Nhà văn biến mất" (蒸発した文士 "Jōhatsu Shita Bunshi") 3. "Một nửa giới hạn" (½の頂点 "Nibun no Ichi no Chōten") 4. "Nước Pháp..." (フランスにて... "Furansu nite...") 5. "Osaka của tôi" (食いだおれの街 "Kuida Ore no Machi") 6. "Chiếc ví thứ 4" (四人目の財布 "Yoninme no Saifu") 7. "Vật trong ví" (財布の中の... "Saifu no Naka no...") 8. "Bí mật của chiếc bằng lái" (免許証の秘密 "Menkyoshō no Himitsu") 9. "Trái bóng nguy hiểm" (狙われたボール "Nerareta Bōru") 10. "56 nghìn con tin" (5万6千人の人質 "Goman-rokusen'nin no Hitojichi") |

| 1. "Ánh mắt đằng xa" (遠くからの眼 "Τōku kara no Me") 2. "Chạy mau!" (逃げろ! "Nigero!") 3. "Trong bão tuyết" (雪原の中で... "Setsugen no Naka de...") 4. "Hành động kỳ lạ" (怪しい動き "Ayashii Ugoki") 5. "Truy tìm" (探索 "Tansaku") 6. "Lộ diện" (発露 "Hatsuro") 7. "Vĩnh biệt" (サヨナラ... "Sayonara...") 8. "Chứng cứ lộ diện" (証拠が見える "Shōko ga Mieru") 9. "Lòng đố kỵ" (姉思い... "Ane Omoi...") 10. "Lời mời tới lâu đài" (孤城ヘの誘い "Kojō e no Izanai") |

| 1. "Còn nữa..." (そしてまた... "Soshite Mata...") 2. "Thời gian đếm ngược" (カウントダウン "Kauntodaun") 3. "Ngà voi" (象牙の塔 "Sōge no Tō") 4. "Lời chào đầu tiên" (最初の挨拶 "Saisho no Aisatsu") 5. "Bầu trời bao la" (大空の密室 "Ōzora no Misshitsu") 6. "Cao át chủ bài" (最後の切り札 "Saigo no Kirifuda") 7. "Bí mật giấu trên ngực..." (胸に秘めて... "Mune ni Himete...") 8. "Vụ ám sát kiểu Sakurada" (桜田門の変!? "Sakurada-mon no Hen!?") 9. "Cảnh sát phá án" (警部の推理 "Keibu no Suiri") 10. " Hung thủ bất ngờ" (意外な敵 "Igai na Teki") 11. "Ngày đẹp trời ở Tokyo" (東京日和 "Tōkyō Biyori") |

| 1. "Đồ đôi" (おそろいや "Osoroiya") 2. "Chứng cứ" (証拠は... "Shōko wa...") 3. "Con mồi cắn câu" (かかった獲物 "Kakatta Emono") 4. " Chuyến tàu Hokutosei..." (北斗星 "Hokutosei") 5. "Chứng cứ lộ diện!?" (馬脚を露わす!? "Bakyaku o Arawasu!?") 6. "To Be Continued..." 7. "Sân ga cuối cùng" (終着駅 "Shūchakueki") 8. "Tiến lên Sonoko" (それゆけ園子 "Sore yuke Sonoko") 9. "Công chúa ngủ gật" (眠り姫 "Nemuri Hime") 10. "Công tử của những cú đá" (蹴撃の貴公子 "Shūgeki no Kikōshi") |

| 1. "Cinecittà" (チネ・チッタ "Chine Citta") 2. "Sự thật trong tấm gương" (鏡の中の真実 "Kagami no Naka no Shinjitsu") 3. "Nơi có ước mơ" (夢の場所 "Yume no Basho") 4. "Kẻ điều khiển trong bóng tối" (影の計画師 "Kage no Keikakushi") 5. "Sát khí cháy lên" (殺意は燃えて... "Satsui wa Moete...") 6. "Đối tượng ngoài dự đoán" (意外な標的 "Igai na Hyōteki") 7. "Biến mất trong làn sóng.." (波涛に消ゆ... "Hatō ni Kiyu...") 8. "Đây là sự thật" (これが真実 "Kore ga Shinjitsu") 9. "Nhân chứng quay lại" (証人生還 "Shōnin Seikan") 10. "Bắt đầu điều tra!" (捜査開始!! "Sōsa Kaishi!!") |

| 1. "Khám nghiệm hiện trường" (現場検証 "Genba Kenshō") 2. "Count Down" (カウントダウン "Kauntodaun") 3. "Chỉ còn nửa năm" (あと半年... "Ato Hantoshi...") 4. "Trong bóng tối..." (闇の中... "Yami no Naka...") 5. "Sự trùng hợp khó tin" (信じられぬ接点 "Shinjirarenu Setten") 6. "Tận đáy con tim" (最後の心 "Saigo no Kokoro") 7. "Góc phố phản bội" (裏切りの街角 "Uragiri no Machikado") 8. "Đoàn đưa tang áo đen" (漆黒の葬列 "Shikkoku no Sōretsu") 9. "Chia tay đột ngột" (突然の別れ "Totsuzen no Wakare") 10. "Viên đạn từ quá khứ" (過去からの銃弾 "Kako kara no Jūdan") 11. "Thế giới trắng" (白の世界 "Shiro no Sekai") |

| 1. "Lạc loài!?" (仲間外れ!? "Nakama Hazure!?") 2. "Người chết không nói" (死者は語らず "Shisha wa Katarazu") 3. "Lời nói bằng tay" (手探りの言葉 "Tesaguri no Kotoba") 4. "Ngôi nhà nhện" (蜘蛛屋敷 "Kumo Yashiki") 5. "Cảnh tượng kinh hoàng" (恐怖を見た "Kyōfu o Mita") 6. "Tiếng hét của Heiji" (平次の叫び "Heiji no Sakebi") 7. "Cơn giận của Heiji" (平次の怒り "Heiji no Ikari") 8. "Không thể nói thành lời" (言葉にできない "Kotoba ni Dekinai") 9. "Đội thám tử nhí bị thương" (手負いの探偵団 "Teoi no Tantei-dan") 10. "Những thám tử lừng danh dũng cảm" (心強き名探偵達 "Kokoro-zuyoki Meitantei-tachi") 11. "Một điều chắc chắn" (一つの確信 "Hitotsu no Kakushin") |

| 1. "Trái tim lạc lối" (迷える心 "Mayoeru Kokoro") 2. "Kẻ đột nhập bất ngờ" (突然の侵入者 "Totsuzen no Shin'nyūsha") 3. "Sự thật bị che đậy" (覆われた真実 "Ōwareta Shinjitsu") 4. "Sự phục hồi liều mạng" (命懸けの復活 "Inochigake no Fukkatsu") 5. "Kỳ nghỉ ngắn" (束の間の休息 "Tsuka no ma no Kyūsoku") 6. "Thời gian êm đềm" (穏やかな時間 "Odayaka na Jikan") 7. "Nơi đầy ắp kỷ niệm" (思い出の場所 "Omoide no Basho") 8. "Chạm vào dây đàn!?" (琴線に触れた!? "Kinsen ni Fureta!?") 9. "Tiếng động bị xóa" (消えた音 "Kieta Oto") 10. "Xuân ơi tới đi?" (春よ来い? "Haru yo Koi?") |

| 1. "Tự làm tự chịu" (身から出た錆 "Mi kara Deta Sabi") 2. "Nhân chứng quan trọng" (重要参考人 "Jūyō Sankōnin") 3. "Dứt khoát..." (思い切って... "Omoikitte...") 4. "Người đàn ông 18 năm trước" (18年前の男 "Jū-hachi-nen Mae no Otoko") 5. "Thanh tra bị bắt" (囚われた刑事 "Torawareta Keiji") 6. "Thời hạn" (時効成立 "Taimu Rimitto") 7. "Game Start" (試合開始 "Gēmu Sutāto") 8. "TTX..." 9. "Game Over" (試合終了 "Gēmu Ōbā") 10. "Kẻ cùng thuyền" (呉越同舟 "Goetsu Dōshū") |

| 1. "Mục tiêu nhỏ bé" (小さな標的 "Chiisana Hyōteki") 2. "Mục đích thật sự" (殺意の真意 "Satsui no Shin'i") 3. "Kẻ nói đối" (偽りの人 "Itsuwari no Hito") 4. "Nắm lấy bằng chứng" (一握りの証拠 "Hitonigiri no Shōko") 5. "Người phụ nữ đáng sợ" (恐怖の女 "Kyōfu no Onna") 6. "Lời nguyền của người cá?" (人魚の呪い? "Ningyo no Noroi?") 7. "Lời tiên tri của bô lão" (命様の予言 "Mikoto-sama no Yogen") 8. "Mũi tên ác quỷ" (悪魔の矢 "Akuma no Ya") 9. "Mũi tên cuối cùng" (最後の一矢 "Saigo no Hito Ya") 10. "Trả nợ" (報われぬ心 "Mukuwarenu Kokoro") 11. "Bí mật khép lại" (閉ざされた秘密 "Tozasareta Himitsu") |

| 1. "Cảm giác mơ hồ" (小さな違和感 "Chiisana Iwakan") 2. "Lí do bất ngờ" (意外な理由 "Igai na Riyū") 3. "Nỗi sợ vô hình" (見えない恐怖 "Mienai Kyōfu") 4. "Tín hiệu nguy hiểm" (危険信号 "Kiken Shingō") 5. "Thứ ẩn sau ánh sáng" (白日の下の潜伏 "Hakujitsu no Moto no Senpuku") 6. "Những người yêu chó" (愛犬家たち "Aikenka-tachi") 7. "Vết chân mờ nhạt" (わずかな足跡 "Wazuka na Ashiato") 8. "Bằng chứng không biến mất" (消えなかった証拠 "Kienakatta Shōko") 9. "K3" (Kスリー "Kē Surī") 10. "Khả năng cuối cùng" (最後の可能性 "Saigo no Kanōsei") 11. "Red Card" (レッドカード "Reddo Kādo") |

| 1. "Bóng thẳng" (直球勝負 "Chokkyū Shōbu") 2. "Phòng kín bị mở" (開かれた密室 "Hirakareta Misshitsu") 3. "Cái bẫy thời gian" (時間差の罠 "Jikansa no Wana") 4. "Gặp mặt" (糾合 "Kyūgō") 5. "Bi kịch" (惨劇 "Torajidi") 6. "Ám sát" (密殺 "Missatsu") 7. "Trò lừa" (誑欺 "Sutingu") 8. "Genta gặp nạn" (元太の災難 "Genta no Sainan") 9. "Cái bẫy của Genta" (元太の罠 "Genta no Wana") 10. "Ở đó..." (そこには... "Soko ni wa...") 11. "Mảnh vải đầu mối" (手がかり包囲網 "Tegakari Hōimō") |

| 1. "Câu nói bí mật" (隠れた言葉 "Kakureta Kotoba") 2. "Kẻ giả mạo" (偽物登場 "Nisemono Tōjō") 3. "Chân tướng kẻ giả mạo" (偽物の真実 "Nisemono no Shinjitsu") 4. "Thời gian dối lừa" (偽りの時 "Itsuwari no Toki") 5. "Biển ấm" (暖かき海 "Atatakaki Umi") 6. "Mắc lưới" (網にかかるは... "Ami ni Kakaru wa...") 7. "Quyết định dũng cảm" (勇気ある決断 "Yūki Aru Ketsudan") 8. "Kiếm sĩ Naniwa" (浪花の剣士 "Naniwa no Kenshi") 9. "Kiếm sĩ vô hình" (移ろいの剣士 "Utsuroi no Kenshi") 10. "Kiếm sĩ của công lý" (裁きの剣士 "Sabaki no Kenshi") 11. "Thành của người thống trị thiên hạ" (天下人の城 "Tenkabi no Shiro") |

| 1. "Kho báu thiên tử" (天下人の宝 "Tenkabi no Takara") 2. "Ngược dòng thời gian" (時を越えて... "Toki o Koete...") 3. "Truyền thuyết thành phố Osaka cổ" (浪花勧進帳 "Naniwa Kanjin-chō") 4. "Con hổ buồn" (悲しみの虎の巻 "Kanashimi no Tora no Maki") 5. "Lần gặp mặt lâu ngày" (久しぶりの集結 "Hisashiburi no Shūketsu") 6. "Bí mật của các ngôi sao" (アイドル達の秘密 "Aidoru-tachi no Himitsu") 7. "Sự hiểu lầm của các ngôi sao" (アイドル達の誤解 "Aidoru-tachi no Gokai") 8. "Con sư tử rơi" (ライオンの落とし物 "Raion no Otoshimono") 9. "P&A" 10. "Kế hoạch ngu ngốc" (バカな作戦 "Baka na Sakusen") 11. "Vụ mai mối của Sato" (佐藤のお見合い "Satō no Omiai") |

| 1. "Cơ hội thắng của Sato" (佐藤の勝算 "Satō no Shōsan") 2. "Tình cảm của Sato" (佐藤の気持ち "Satō no Kimochi") 3. "Valentine đẫm máu 1" (血のバレンタイン① "Buraddi Barentain Ichi") 4. "Valentine đẫm máu 2" (血のバレンタイン② "Buraddi Barentain Ni") 5. "Valentine đẫm máu 3" (血のバレンタイン③ "Buraddi Barentain San") 6. "Valentine đẫm máu 4" (血のバレンタイン④ "Buraddi Barentain Yon") 7. "Vật kỉ niệm của vợ" (妻の忘れ形見 "Tsuma no Wasuregatami") 8. "Mùi sạch" (清潔な香り "Seiketsu na Kaori") 9. "Kiếp hoa" (花の命... "Hana no Inochi...") 10. ""X" và ý nghĩa" (「×」のその意味 "Ekkusu no Sono Imi") 11. "Tròn - nhân - tam giác - vuông" ("○×△□!?") |

| 1. "Mùa táo" (リンゴの狩り時 "Ringo no Karidoki") 2. "Bắt đầu phản công" (反撃の糸口... "Hangeki no Itoguchi...") 3. "Người hàng xóm bay" (飛んだ隣人 "Tonda Rinjin") 4. "Cô là ai" (あんた何者や "Anta Nanimon'ya") 5. "Làn sóng phản đối" (嵐のブーイング "Arashi no Būingu") 6. "Cổ động viên đáng ngờ" (疑惑のサポーター "Giwaku no Sapōtā") 7. "Cổ động viên giả" (エセサポーター "Ese Sapōtā") 8. "Ký ức ngày mưa" (雨のデジャビュ "Ame no Dejabū") 9. "Cái bẫy khăn ướt" (おしぼりの罠 "Oshibori no Wana") 10. "Ký ức sáng rõ" (晴れた記憶 "Hareta Kioku") 11. "Golden Apple (1)" (ゴールデンアップル① "Gōruden Appuru Ichi") |

| 1. "Golden Apple (2)" (ゴールデンアップル② "Gōruden Appuru Ni") 2. "Golden Apple (3)" (ゴールデンアップル③ "Gōruden Appuru San") 3. "Golden Apple (4)" (ゴールデンアップル④ "Gōruden Appuru Yon") 4. "Golden Apple (5)" (ゴールデンアップル⑤ "Gōruden Appuru Go") 5. "Bí ẩn căn nhà ma(1)" (幽霊屋敷の謎① "Yūrei Yashiki no Nazo Ichi") 6. "Bí ẩn căn nhà ma (2)" (幽霊屋敷の謎② "Yūrei Yashiki no Nazo Ni") 7. "Bí ẩn căn nhà ma (3)" (幽霊屋敷の謎③ "Yūrei Yashiki no Nazo San") 8. "Mitsuhiko biến mất (1)" (消えた光彦① "Kieta Mitsuhiko Ichi") 9. "Mitsuhiko biến mất (2)" (消えた光彦② "Kieta Mitsuhiko Ni") 10. "Mitsuhiko biến mất (3)" (消えた光彦③ "Kieta Mitsuhiko San") 11. "Death Island" (デス・アイランド "Desu airando") |

| 1. "Kẻ viếng thăm nguy hiểm" (危険な来訪者 "Kiken na Raihōsha") 2. "Mysterious Words" (ミステリー・ワード "Misuterī Wādo") 3. "Sứ giả của quỷ biển" (グソーの使い "Gusō no Tsukai") 4. "Công chúa và thủy cung" (姫と龍宮城 "Hime to Ryū Gūjō") 5. "Đoàn diễu hành của tội ác" (悪意の中の行進 "Akui no Naka no Parēdo") 6. "Chứng cứ trong cuốn băng" (ビデオの中の証拠 "Bideo no Naka no Shōko") 7. "Mục tiêu của kẻ đánh bom" (爆弾犯の狙い "Bakudan-han no Nerai") 8. "Thanh tra không trở lại" (帰らざる刑事 "Kaerazaru Keiji") 9. "Ký ức không thể xóa" (消せない記憶 "Kesenai Kioku") 10. "Cái bẫy màu đỏ" (赤い罠 "Akai Wana") 11. "Nhất trên thế giới này..." (この世で一番... "Kono yo de Ichiban...") |

| 1. "Bye-bye" (バイバイ... "Bai bai...") 2. "Lựa chọn của Kogoro (1)" (小五郎の選択① "Kogorō no Sentaku Ichi") 3. "Lựa chọn của Kogoro(2)" (小五郎の選択② "Kogorō no Sentaku Ni") 4. "Lựa chọn của Kogoro (3)" (小五郎の選択③ "Kogorō no Sentaku San") 5. "Dấu vết của bọn áo đen (1)" (暗黒の足跡① "Ankoku no Ashiato Ichi") 6. "Dấu vết của bọn áo đen (2)" (暗黒の足跡② "Ankoku no Ashiato Ni") 7. "Dấu vết của bọn áo đen (3)" (暗黒の足跡③ "Ankoku no Ashiato San") 8. "Tuyết trắng... bóng đen" (白い雪...黒い影... "Shiroi Yuki... Kuroi Kage...") 9. "Cuộc gặp gỡ nguy hiểm" (危険なめぐり逢い "Kiken na Meguri Ai") 10. "Kẻ đồng hành" (同乗者 "Dōjōsha") |

| 1. "Phát minh mới!" (新兵器! "Shin Heiki!") 2. "Kho báu bất ngờ" (意外なお宝 "Igai na Otakara") 3. "Nỗi lo của Ayumi" (歩美の心配 "Ayumi no Shinpai") 4. "Hoàng hôn và cầu thang" (夕陽と階段 "Yūhi to Kaidan") 5. "Người hùng bị nhơ" (汚れたヒーロー "Yogoreta Hīrō") 6. "Bóng sói" (狼たちの影 "Ōkami-tachi no Kage") 7. "Người đàn ông không thể thành sói" (狼になれなかった男 "Ōkami ni Narenakatta Otoko") 8. "Hattori Heiji ngàn cân trro sợi tóc (1)" (服部平次絶体絶命!① "Hattori Heiji Zettai Zetsumei! Ichi") 9. "Hattori Heiji ngàn cân treo sợi tóc (2)" (服部平次絶体絶命!② "Hattori Heiji Zettai Zetsumei! Ni") 10. "Hattori Heiji ngàn cân treo sợi tóc (3)" (服部平次絶体絶命!③ "Hattori Heiji Zettai Zetsumei! San") |

| 1. "Ngựa đỏ" (誘う赤馬 "Izanau Aka Uma") 2. "Bóng của ngựa đỏ" (赤馬の影 "Aka Uma no Kage") 3. "Chủ nhân của ngựa đỏ" (赤馬の持ち主 "Aka Uma no Mochinushi") 4. "Nhân chứng của ngựa đỏ" (赤馬の目撃者 "Aka Uma no Mokugekisha") 5. "Sự bắt chước kém cỏi" (愚かなる模倣 "Oroka Naru Mohō") 6. "Tình bạn chia lìa 1" (引き裂かれた友情① "Hikisakareta Yūjō Ichi") 7. "Tình bạn chia lìa 2" (引き裂かれた友情② "Hikisakareta Yūjō Ni") 8. "Tình bạn chia lìa 3" (引き裂かれた友情③ "Hikisakareta Yūjō San") 9. "Thân chủ nhỏ" (小さな依頼者 "Chiisana Iraisha") 10. "Người phụ nữ có nốt ruồi" (ホクロのある女性 "Hokuro no Aru Josei") 11. "Nốt ruồi đỏ...!?" (赤いホクロ...!? "Akai Hokuro...!?") |

| 1. "Chú ý những buổi hẹn ngọt ngào!" (甘いデートにご注意を! "Amai Dēto ni Gochūi o!") 2. "Vụ điều tra mờ ám" (不純な大捜索 "Fujan na Dai Sōsaku") 3. "Con mồi lớn mờ ám" (不純な大捕り物 "Fujan na Ōtorimono") 4. "Sân tennis đáng ngờ" (思い出のテニスコート "Omoide no Tenisu Kōto") 5. "Món Curry đáng nghi" (疑惑のカレー "Giwaku no Carē") 6. "Không ra tiếng...!?" (声が出ない...!? "Koe ga Denai...!?") 7. "Mối tình đầu của tiến sĩ" (博士の初恋 "Hakase no Hatsukoi") 8. "Nơi đầy ấp kỷ niệm" (思い出の場所 "Omoide no Basho") 9. "Mối tình đầu gặp lại - chia tay" (初恋・再会・別れ "Hatsukoi, Saikai, Wakare") 10. "Kogoro mắc sai lầm lớn" (小五郎大失態 "Kogorō Dai Shittai") |